# Христо Контев (ентомолог)
 Тази статия е за българския ентомолог.  За дееца на ВМОРО вижте Христо Контев (революционер).  
Христо Анастасов Контев (р. 28 юни 1927 г., п. 19 февруари 2019 г.) е български специалист по земеделска ентомология.
През 2008 година е удостоен със званието „Почетен гражданин на град Добрич“.

## Произход и образование
Христо Контев е роден на 28 юни 1927 г. в Каспичан, Шуменска област. Висшето си агрономическо образование започва през 1949 г. във Висшия институт по земеделско инженерство – Прага и го завършва през 1954 г. във Висшия селскостопански институт в София, със специалност Агроном по растителна защита.

## Научна кариера
През 1954 г. встъпва в длъжност ръководител на растителнозащитна база. През същата година започва да сътрудничи на вестник „Добруджанска трибуна“, като първата му публикация е материал за използването на хербицидите при масов посев. През 1955 г. получава похвала от Министерството на земеделието за използването на местния печат за изява на научната мисъл.
През 1963 г. след конкурсен изпит е назначен за научен сътрудник по ентомология в Института по пшеницата и слънчогледа край Генерал Тошево, където работи до пенсионирането си през 1992 г.
От 1970 г. е кандидат на селскостопанските науки, а от 1983 г. е ст.н.с. I ст. по ентомология. От 1989 до 1992 г. е директор на Центъра за следдипломна квалификация на агрономите от Североизточна България. Бил е научен секретар към Центъра за научноизследователска и развойна дейност по полските култури. Бил е член, а в продължение на 3 години и Председател на Специализиран научен съвет при ВАК по растениевъдство, общо земеделие и растителна защита.
Централно място в изследователската работа на проф. Контев заемат неприятелите по пшеницата, слънчогледа и бобовите култури. Докторската му дисертация е посветена на житната стъблена оса, а хабилитационният му труд – на вредната житна дървеница, като неприятел в Добруджа. Публикувал е в наши и чужди списания над 100 научни и научнопопулярни статии, научен ръководител е на специализанти и докторанти.
След пенсионирането си се занимава с преподавателска и консултантска дейност. Бил е преподавател по агроекология в Техническия университет във Варна.
За неговите заслуги за земеделието в Добруджа е вписан в почетната книга на града и избран за почетен гражданин на град Добрич.